# Eucithara hirasei
Eucithara hirasei é uma espécie de gastrópode do gênero Eucithara, pertencente à família Mangeliidae.